# Zocos de Túnez

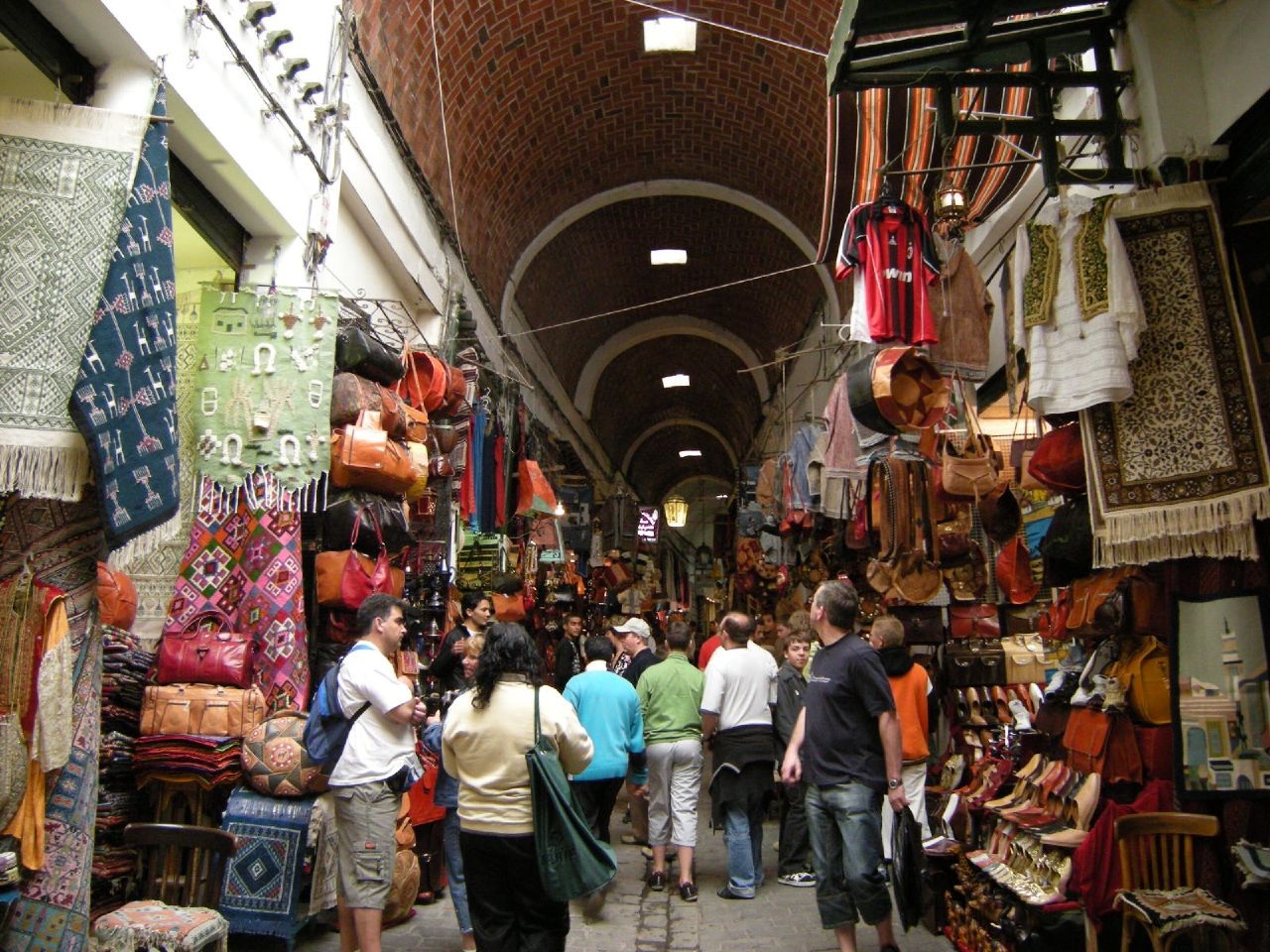
Vista del zocos

Los zocos de Túnez (en árabe: أسواق مدينة تونس‎) son un conjunto de tiendas en Medina de Túnez.
La mayoría del zocos fueron construidos durante la dinastía Háfsidas en el siglo XIII y cerca de la Mezquita Zitouna.

## Zoco Ech-Chaouachine

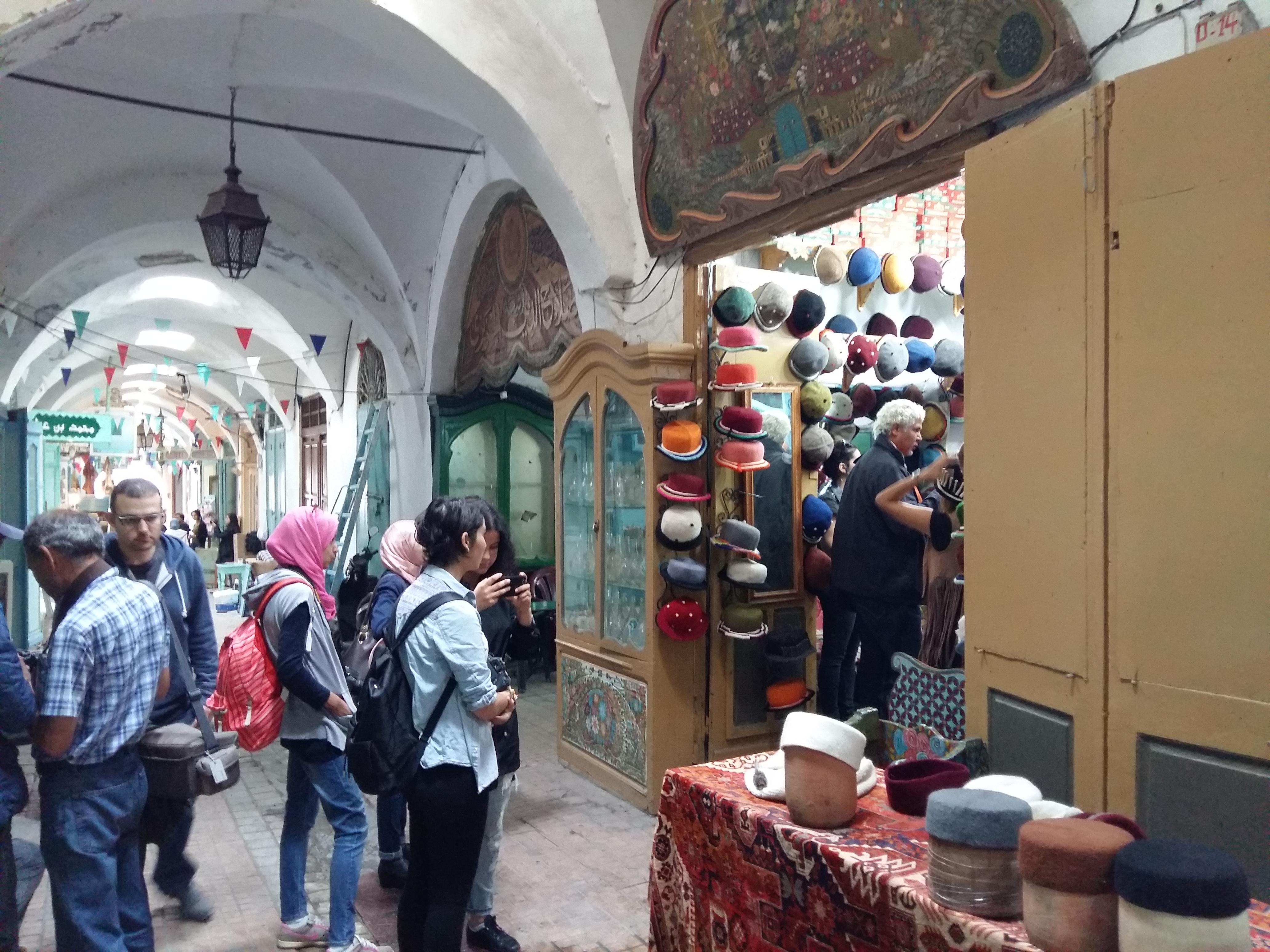
Vista de zoco Ech-Chaouachine

Esta zoco está especializando en la venta de  taqiyah, chechia o 'topi'; un gorro o tocado redondo.

## Zoco El Attarine

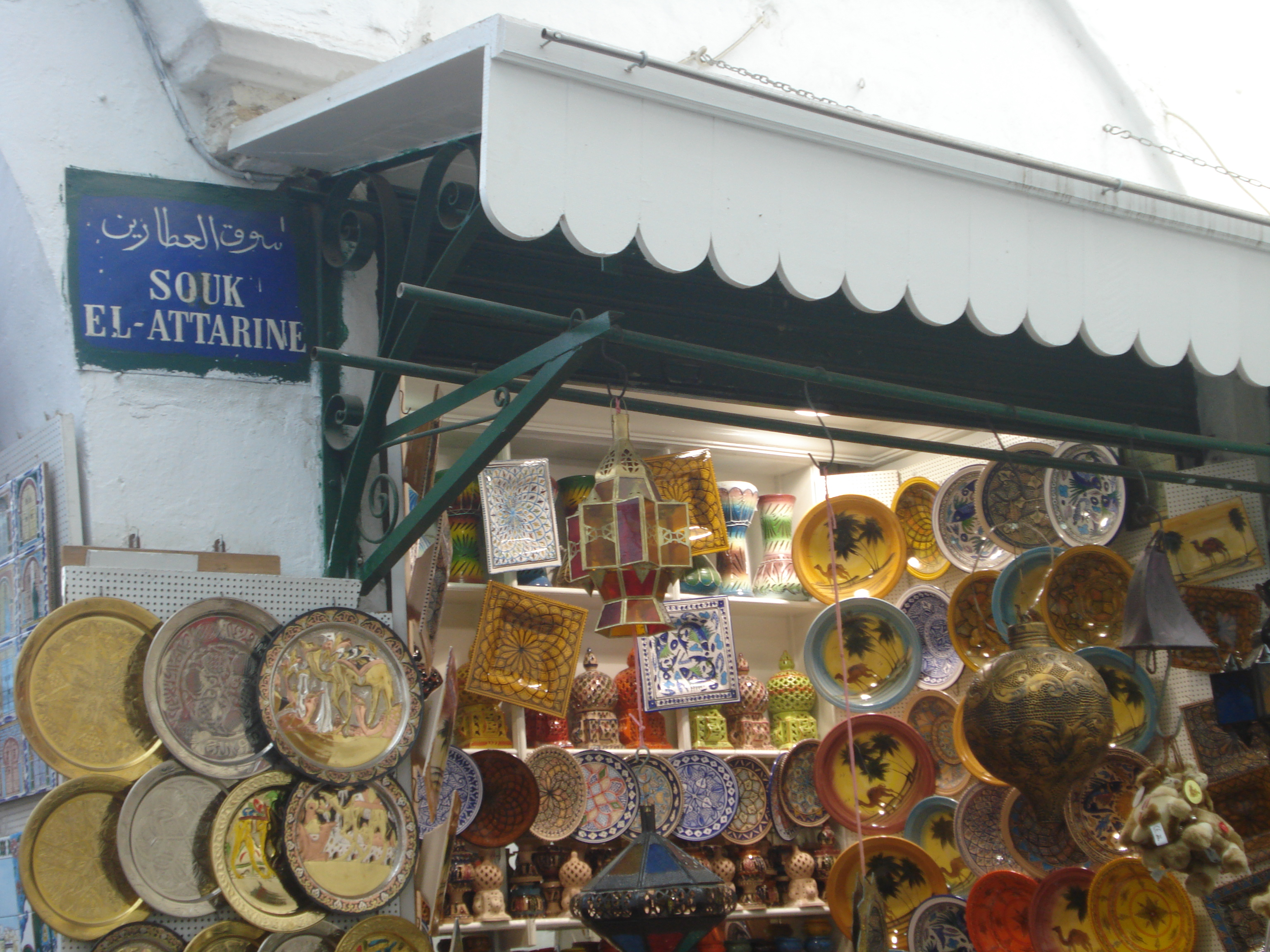
La entrada de zoco El Attarine

## Zoco El Berka

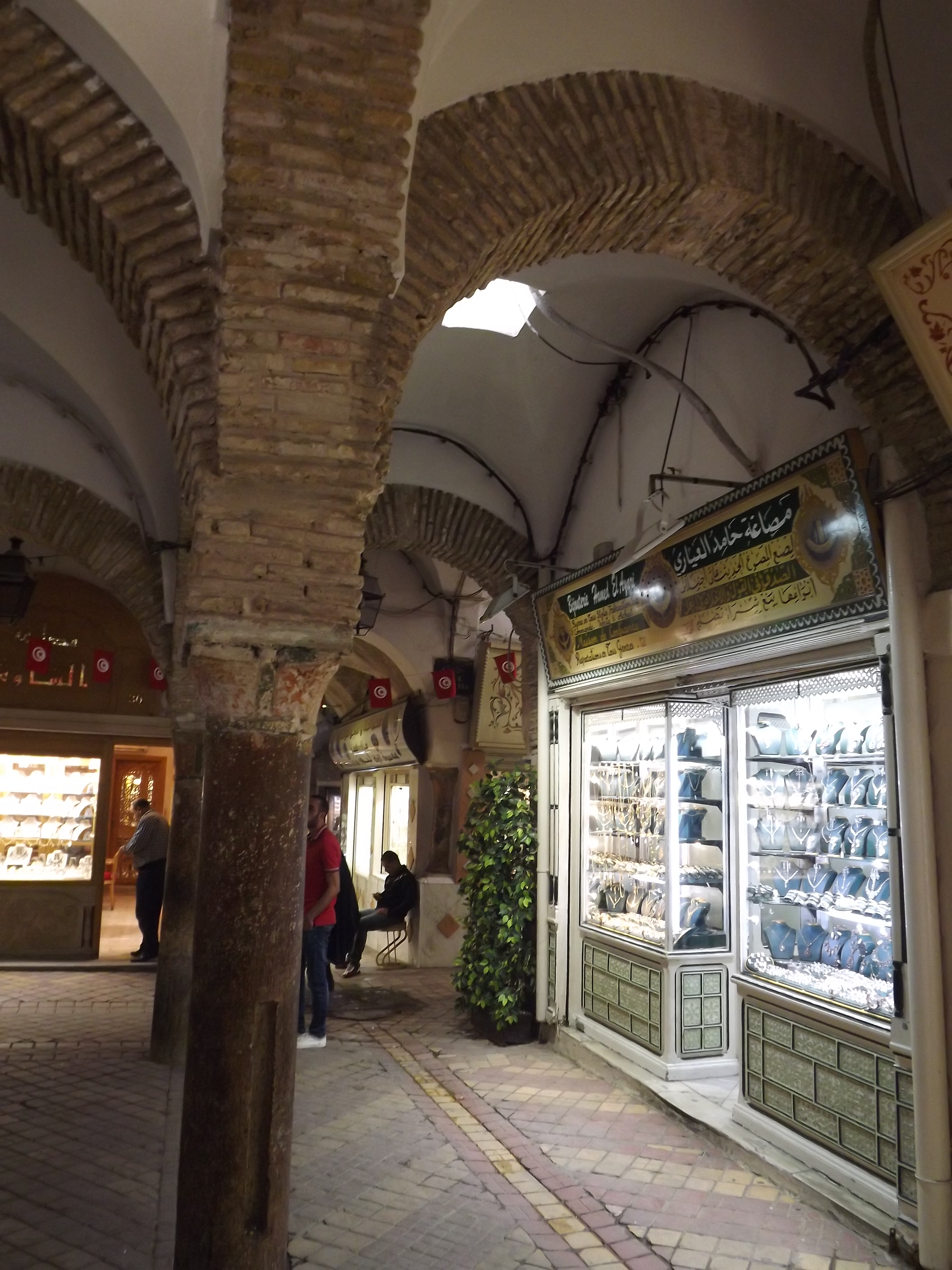
Zoco El Berka

Construido en 1612 por Youssef Dey,  es el viejo zoco de esclavos negros en Túnez.

## Zoco El Bey

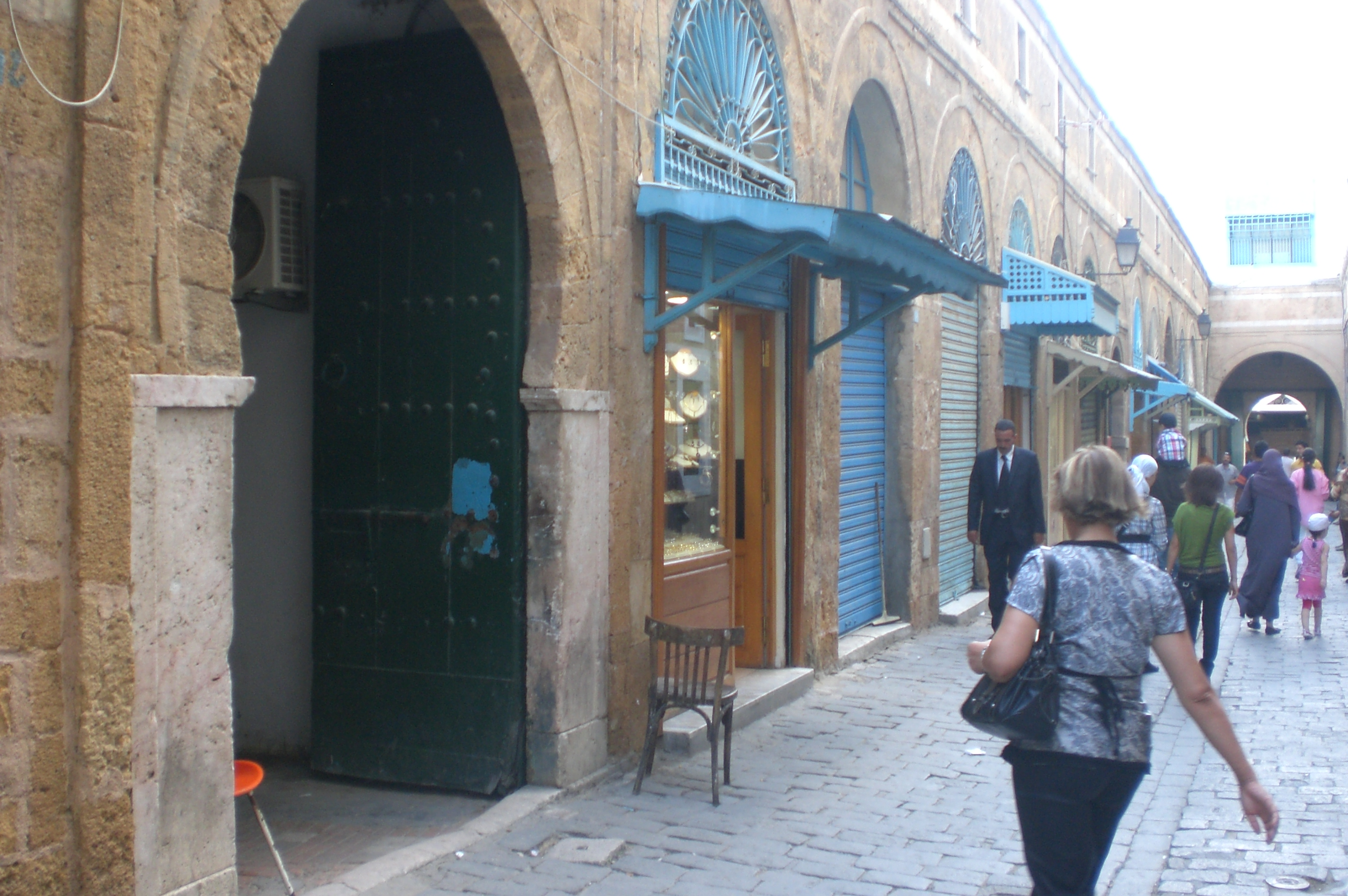
Vista de zoco El Bey

Hoy en día este zoco se especializa en la venta de metales preciosos.

## Zoco El Blaghgia

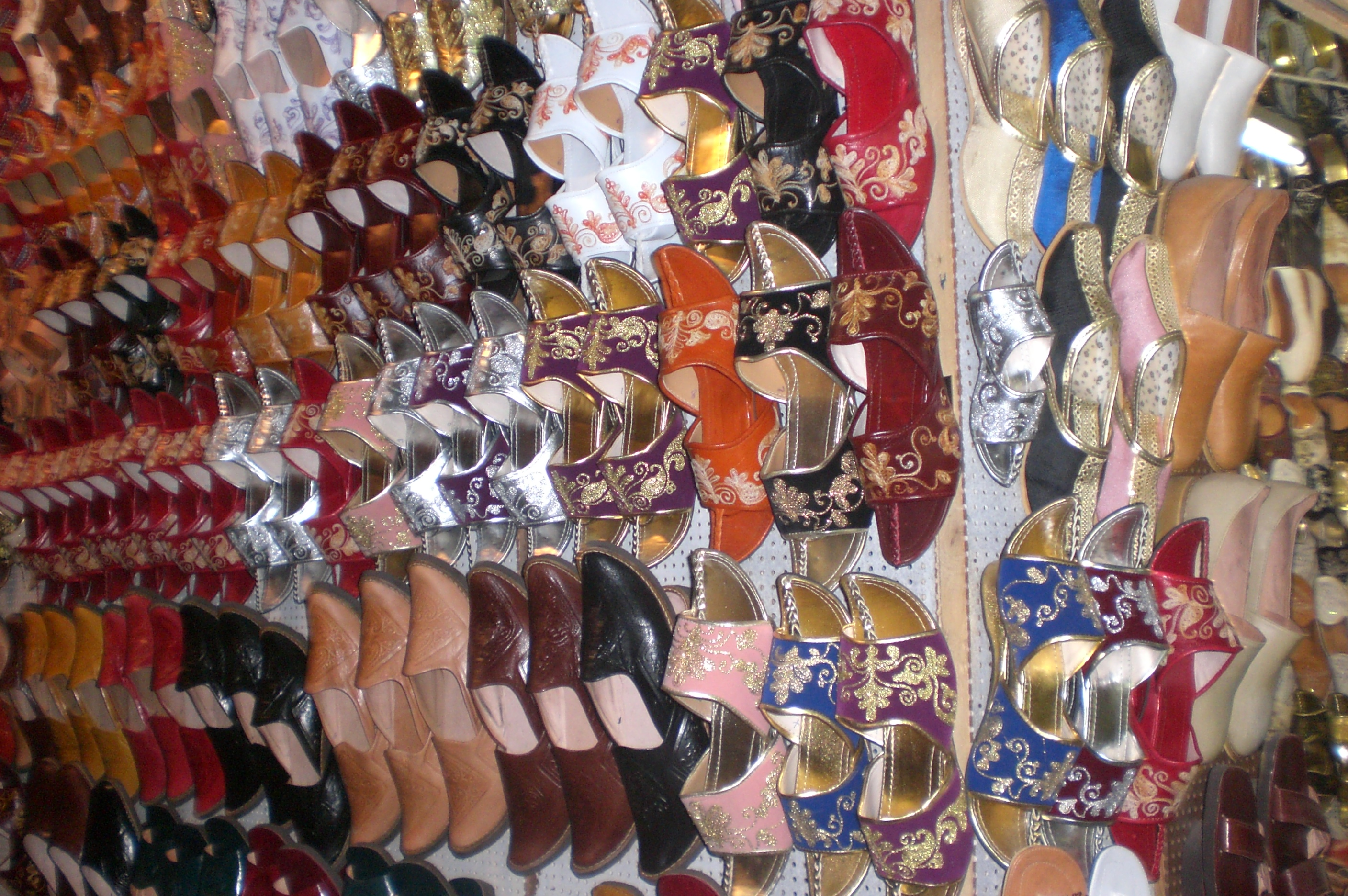
Modelos de "balghas" en el zoco

Esta zoco está especializado en la venta de "balghas", un zapato hecho de cuero.

## Zoco El Blat

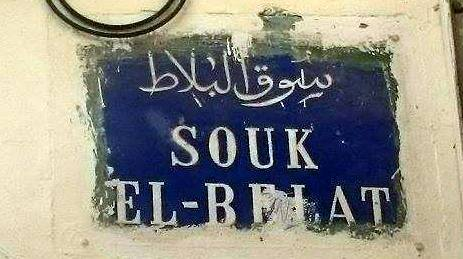
Plato de metal en la entrada de zoco El Blat

Esto zoco se especializa en la venta de plantas medicinales.

## Zoco El Fekka

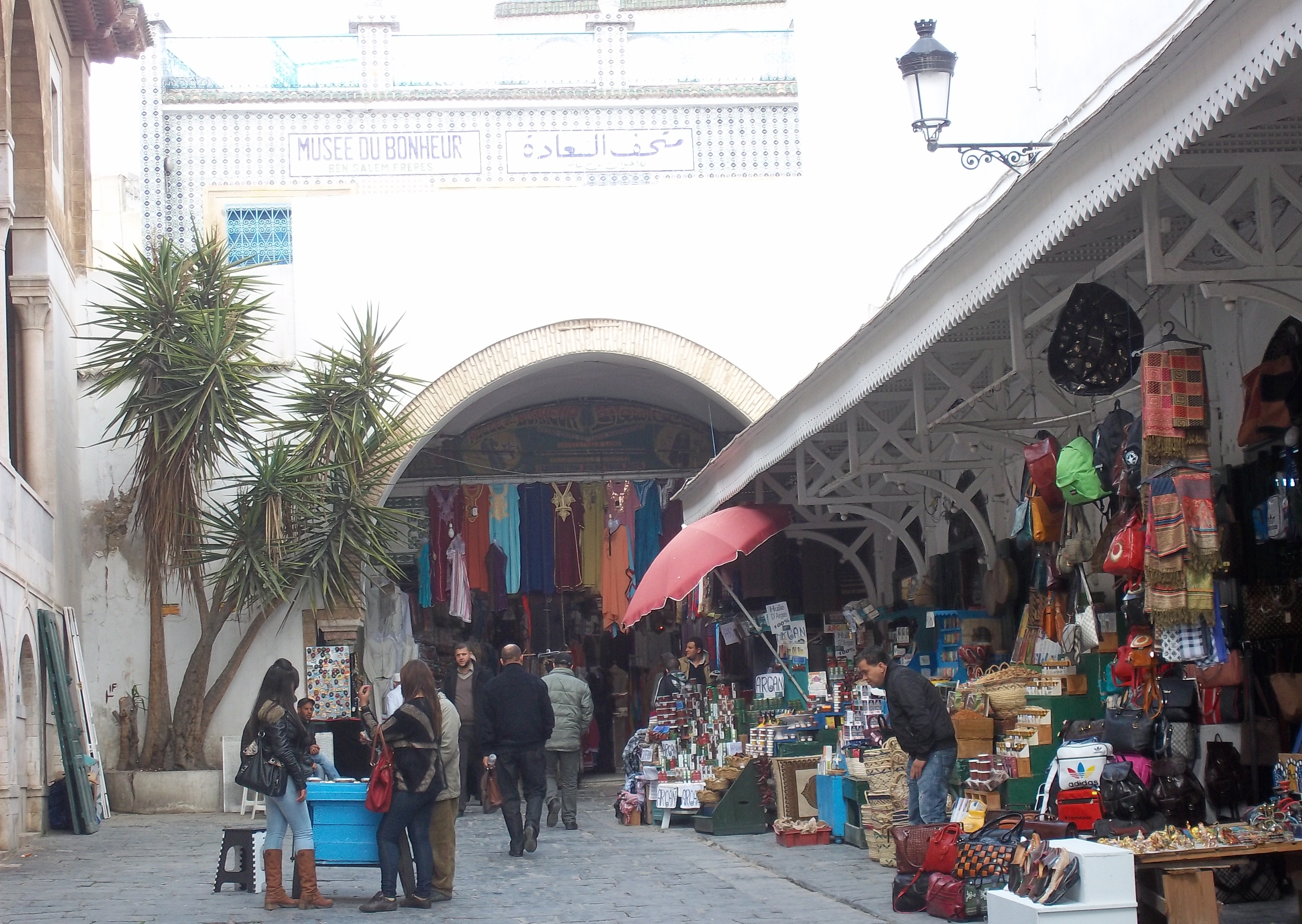
Vista de zoco El Fekka

Esto zoco contiene los ingredientes necesarios para preparar pasteles en varias celebración como circuncisión, matrimonio o el Eid al-Fitr (Fiesta de la ruptura del ayuno).

## Zoco El Grana

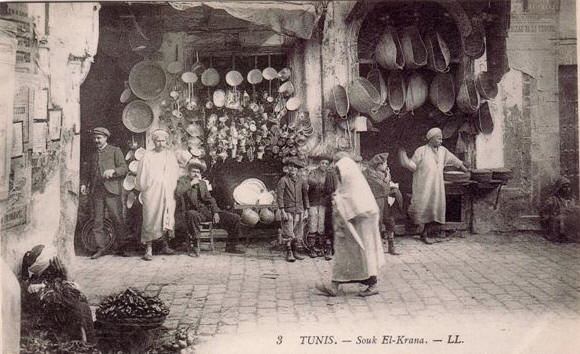
Vista vieja de zoco El Grana

Este zoco vende linos, sedas, tejidos, garments y manualidades.

## Zoco El Kmach

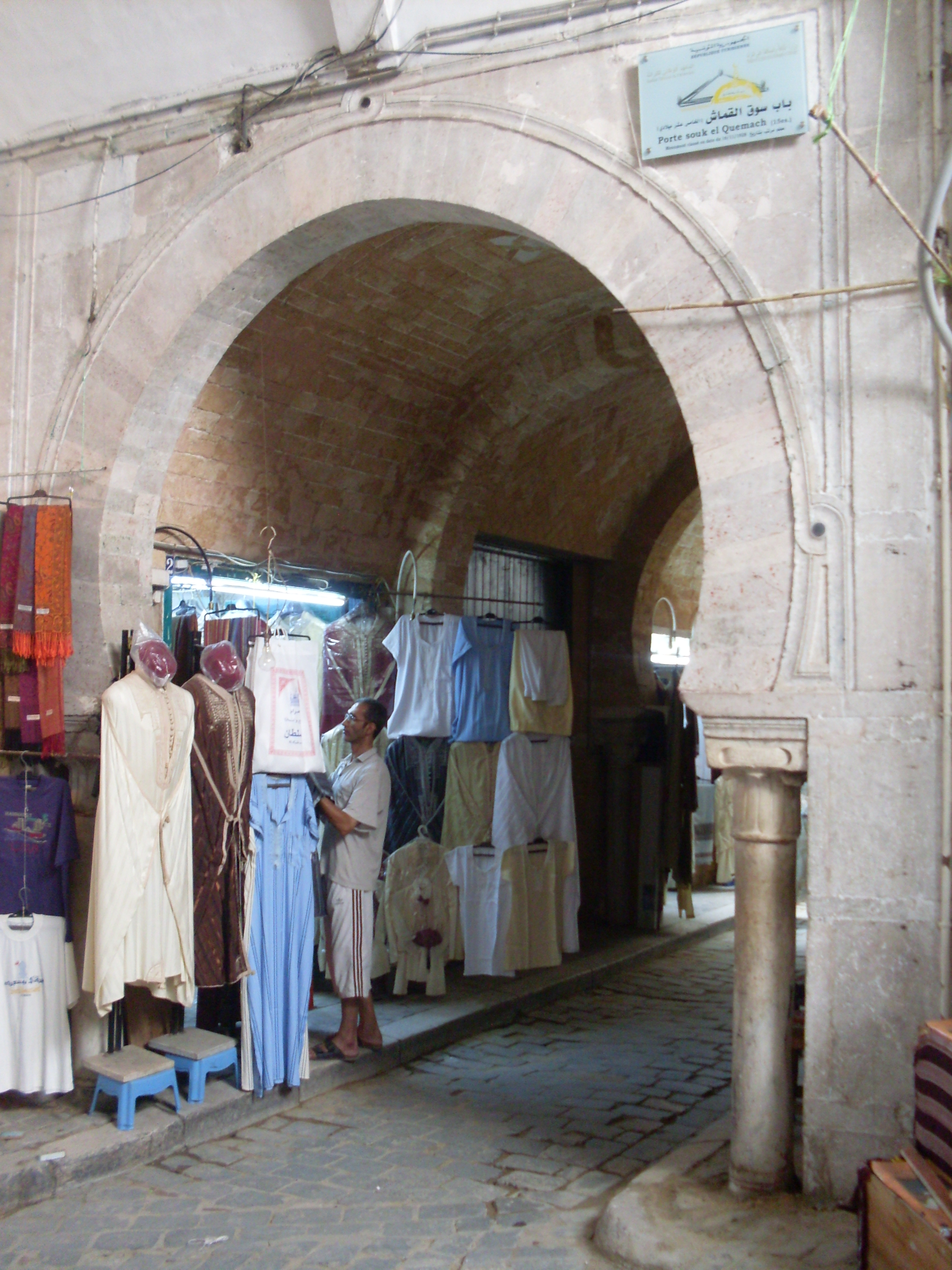
Entrada de zoco El Kmach

## Zoco El Koutbiya
Este zoco se especializa en la venta de libros.

## Zoco El Leffa
Zoco del Djerbians, se especializa en la venta de productos de lana.

## Zoco El Trouk

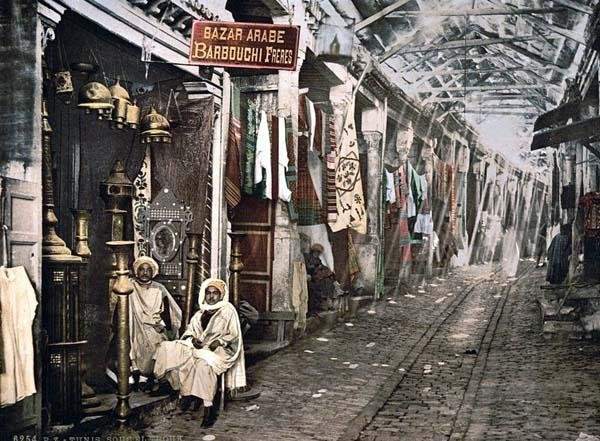
Vista de zoco El Trouk en 1899

Este zoco contiene productos antiguos.

## Zoco En Nhas

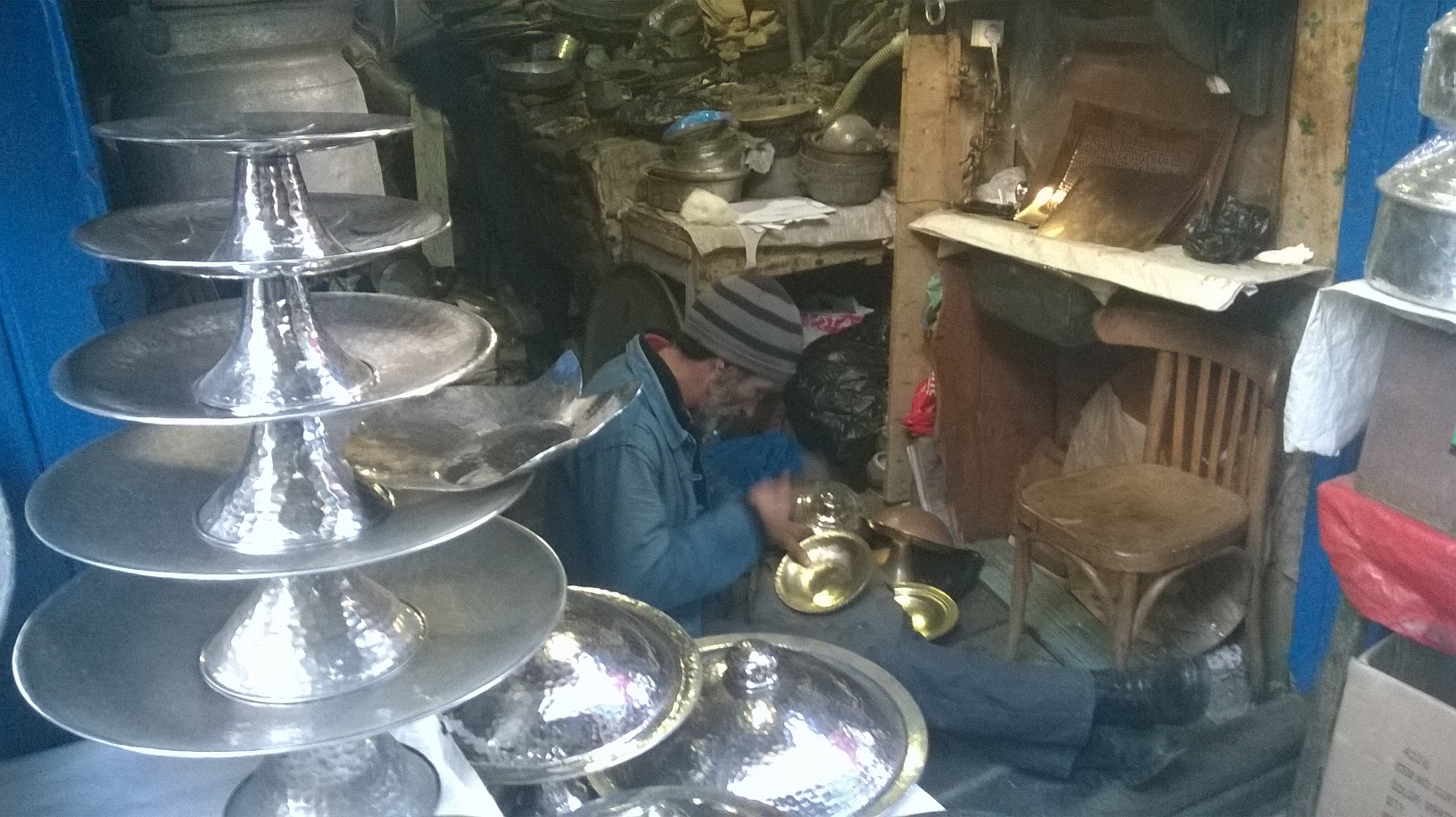
Producto de zoco En Nhas

Construido durante la dinastía Háfsida, el Zoco En Nhas está especializado en la venta de utensilios de cobre.

## Zoco Es Sabbaghine

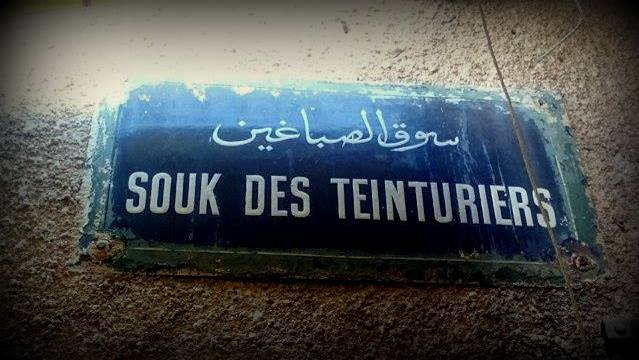
Plato de metal en la entrada de zoco Es Sabbaghine

Hoy, este zoco vende una variedad de productos, especialmente ropa y zapatos.